# Kutzenhausen (Niemcy)
Kutzenhausen – miejscowość i gmina w Niemczech, w kraju związkowym Bawaria, w rejencji Szwabia, w regionie Augsburg, w powiecie Augsburg. Leży na terenie Parku Natury Augsburg – Westliche Wälder, około 15 km na zachód od Augsburga, przy linii kolejowej Ulm - Augsburg.

## Polityka
Wójtem gminy jest Silvia Kugelmann z UGG, poprzednio urząd ten obejmował Sebastian Winkler, rada gminy składa się z 14 osób.
|      | CSU/UGG | CSU/UB | FW | Zieloni | FWV Agawang | FW Rommelsried | UGG | Razem |
| 2008 | -       | 5      | 3  | 1       | 1           | 1              | 3   | 14    |
| 2002 | 6       | -      | 3  | 1       | 2           | 2              | -   | 14    |